# Villoplax peruvianus
Villoplax peruvianus is een krabbensoort uit de familie van de Euryplacidae. De wetenschappelijke naam van de soort is voor het eerst geldig gepubliceerd in 1973 door Garth.